# Modern Lights
『Modern Lights』（モダン・ライツ）は、日本の音楽ユニット、orange pekoeの2枚目のアルバムである。2003年7月2日発売。発売元はBMG JAPAN。
初回限定仕様には清川あさみスペシャル・アート・ブック付で、orange pekoe ×ASAMI KIYOKAWA ×TSUMORI CHISATO コラボレーション・グッズ・プレゼント応募はがきと全国ツアー特別先行販売情報が封入された。

## 収録曲
1. Introduction
2. 極楽鳥〜Bird of Paradise〜
3. 夜明けの歌
4. スウィート・ムービー
5. 蓮
6枚目のシングル「極楽鳥 〜Bird of Paradise〜」のカップリング曲。
6. Beautiful Thing
7. キセキ;
8. Honeysuckle
9. Birthday Song
10. メトロ
5枚目のシングル「Beautiful Thing」のカップリング曲。
11. いとしさは、
12. ひとつになれば
13. 虹
6枚目のシングル「極楽鳥 〜Bird of Paradise〜」のカップリング曲。